# Con chim vành khuyên
Con chim vành khuyên (tiếng Anh: The passerine bird; tiếng Nga: Синичка) là một bộ phim điện ảnh cách mạng năm 1962 do Xưởng phim truyện Hà Nội sản xuất, Nguyễn Văn Thông viết kịch bản và đạo diễn chính.

## Nội dung
Bên dòng sông vắng vùng địch hậu, một túp lều đơn sơ mọc lên giữa bãi dâu xanh mướt. Hai cha con bé Nga nhà chài lưới sinh sống nơi đây và người cha làm nhiệm vụ bí mật đưa đò chở cán bộ qua sông, với tín hiệu an toàn là cánh diều bay lượn trên không trung. Quân địch Pháp từ trước đã nghi vấn hành động của cha con bé Nga. Một hôm, biết tin có đoàn cán bộ sắp qua sông, thám báo Pháp xông vào vườn nhà bé Nga, bắt trói người cha và buộc em phải nhảy dây liên tục để đánh lừa đoàn cán bộ. Khi con đò do thám báo cưỡng đoạt, giả danh sang đón cán bộ sắp tới bến thì Nga đã mưu trí và dũng cảm vượt qua mặt địch, mặc cho đạn bắn đuổi theo, lao ra bờ sông, thét to "đò giặc đừng qua" để đoàn cán bộ thoát hiểm và cũng trong thời khắc đó, em bị trúng đạn. Trước khi nhắm mắt, Nga tìm cách mở túi, thả con chim vành khuyên thân thiết trở về bầu trời sáng láng, tự do của quê hương.

## Diễn viên
- Tố Uyên vai Bé Nga[6]
- Trần Ngọc Tư (Tư Bửu) vai Lái đò Phương[6]
- Thúy Vinh vai Chị cán bộ[6]
- Ngô Nam vai Lính ngụy[7]

## Sản xuất
Nguyễn Văn Thông là đạo diễn chính kiêm tác giả kịch bản phim. Kịch bản ban đầu có tên Bé Nga, là bài thi tốt nghiệp của ông cho khóa đạo diễn đầu tiên Trường Điện ảnh Việt Nam do giáo viên Liên Xô Azhdar Ibragimov hướng dẫn. Trước đó vào tháng 5 năm 1961, khi vẫn đang suy nghĩ hướng triển khai, ông đã vô tình đọc lại truyện ngắn Câu chuyện một bài ca do ông sáng tác, in trên Tạp chí Văn nghệ Quân đội và nảy ra ý tưởng từ một tình huống trong truyện. Cùng lúc Nguyễn Thông nộp bài, Trần Việt – bạn đồng lớp của ông – cũng vừa viết xong kịch bản Đôi bạn, sau đó đã được phê duyệt và là suất làm phim cuối cùng. Tuy nhiên, sau khi Đôi bạn đột ngột bị trả lại vì "có vấn đề", Bé Nga đã nhanh chóng thay thế và tên kịch bản đổi thành Con chim vành khuyên để dựng lên phim.
Cùng với Nguyễn Thông, Trần Vũ làm phó đạo diễn tác phẩm, là sản phẩm tốt nghiệp của cả hai đạo diễn. Các thành viên trong đoàn phim gồm: quay phim Nguyễn Đăng Bảy, họa sĩ Nguyễn Như Huấn, nhạc sĩ Hoàng Vân,... Tổng thời lượng cuốn phim dài 43 phút, màu đen trắng, được xem như là một phim ngắn. Kinh phí để thực hiện bộ phim rất thấp, "có lẽ là ít ỏi nhất trong các phim truyện nước ta [Việt Nam Dân chủ Cộng hoà]".
Hai diễn viên chính của bộ phim đều là những người ngoài ngành. Tư Bửu, nghệ sĩ Tuồng nổi tiếng chuyên đóng vai Trương Phi, đã được tuyển vào vai chính của phim. Còn Tố Uyên thì được chọn vào vai chính thông qua lời giới thiệu của quay phim Đăng Bảy khi chỉ mới 13 tuổi, vượt qua hàng chục bạn đồng trang lứa khác đến ứng tuyển. Khi đó, bà đang là thành viên Câu lạc bộ thiếu niên Hà Nội và sinh hoạt tại Nhà văn hóa thành phố. Nữ nghệ sĩ đã gặp khó khăn trong quá trình làm phim khi lần đầu xa gia đình suốt sáu tháng đến quay ở sông Chu huyện Thọ Xuân, Thanh Hóa – bối cảnh chính của tác phẩm – và được các thành viên đoàn động viên và hỗ trợ vượt qua nỗi nhớ gia đình. Đạo diễn Trần Vũ là người hướng dẫn Tố Uyên trong hầu hết phân cảnh của phim. Để nhập vai vào nhân vật, bà phải học chèo đò, học bơi, hái dâu – là những thứ vốn không có ở thành thị. Bà cũng tự mình diễn các cảnh quay nguy hiểm như nhảy từ trên cây xuống nước hay lăn dọc triền đê. Thực hiện lồng tiếng vai bé Nga trong phim là Đàm Thanh, người vợ về sau của Nguyễn Văn Thông.

## Phát hành
Sớm sau khi hoàn thành vào mùa hè năm 1962, tác phẩm được đem đi dự thi tại nhiều liên hoan phim quốc tế, trong số đó có Liên hoan phim Karlovy Vary (Tiệp Khắc). Kết quả, ban giám khảo liên hoan phim đã trao giải Đặc biệt (hạng mục phim ngắn) cho Con chim vành khuyên vào tháng 7 cùng năm. Đây là một trong những bộ phim đầu tiên của điện ảnh cách mạng Việt Nam có giải thưởng lớn tại đấu trường điện ảnh quốc tế, bên cạnh phim Hai người lính của Vũ Sơn giành giải nhất hạng mục Giải thưởng chuyên đề, cũng là tác phẩm tốt nghiệp của khóa đạo diễn trên. Phim sau đó đã được lồng tiếng thuyết minh dưới ngôn ngữ tiếng Nga và công chiếu tại Liên Xô.
Năm 2010, bộ phim chính thức phát hành dưới định dạng DVD bởi Hãng phim truyện Việt Nam và Hãng phim Phương Nam, ra mắt vào dịp 50 năm điện ảnh cách mạng Việt Nam.

## Đón nhận và đánh giá
Tại thời điểm ra mắt, bộ phim đã nhanh chóng gây "chấn động" giới điện ảnh lẫn công chúng miền Bắc Việt Nam. Nhìn chung, số đông các ý kiến đều đồng tình rằng Con chim vành khuyên là một tác phẩm điện ảnh có giá trị lớn. Diễn xuất của hai diễn viên chính Tư Bửu và Tố Uyên đã nhận về nhiều lời khen dù cả hai chưa từng qua đào tạo bài bản ở trường lớp. Một số nhà phê bình điện ảnh ca ngợi phim là "một bản anh hùng ca của đất Việt, ngợi ca những cuộc đời sẵn sàng chiến đấu và hy sinh cho tự do, độc lập và niềm tự hào dân tộc". Tác phẩm cũng có được sự công nhận từ quốc tế. Grigory Chukhray, đạo diễn và biên kịch người Nga, đã ghi nhận "Con chim vành khuyên đánh dấu một bước tiến mới rất đáng tự hào của nền điện ảnh trẻ tuổi Việt Nam" và rằng phim "có trình độ quốc tế". Bài đăng trên nhật báo Liên hoan phim Karlovy Vary ngày 23 tháng 6 năm 1962 có viết:
Cuốn phim Con chim vành khuyên của Nguyễn Văn Thông được dự thi ở Đại hội là một tác phẩm hay. [...] Kịch bản rất đơn giản nhưng đã biểu hiện những phẩm chất nghệ thuật rất lớn. Cuốn phim được kết thúc bằng những tiếng kêu thảm thiết của một con chim non bay lên từ thân em bé nằm dài trên cát. Ngôn ngữ điện ảnh này là một tìm tòi đặc sắc của tác giả.
Tuy vậy, một bộ phận ý kiến lúc bấy giờ cũng có quan điểm trái chiều và gây ra các cuộc tranh luận. Trong bài ý kiến của Một người xem phim đăng trên báo Quân đội nhân dân số 1051 tháng 5 năm 1962, tác giả đã đặt vấn đề về tính hiện thực của bộ phim, cho rằng phim "thiên về tính chất trữ tình mà thiếu tính chất hiện thực"; cuộc đấu tranh của nhân vật liên hệ với bối cảnh chung của đất nước chiến tranh chưa được phản ánh rõ. Ngược lại với ý kiến phê bình này, tại một bài báo của nhà phê bình Hà Xuân Trường, sau này in vào cuốn Con đường chân lý, tác giả lại muốn tính trữ tình của Con chim vành khuyên "đậm hơn nữa, sâu hơn nữa", đồng thời phản bác quan điểm phim "quá nhấn mạnh và gán ghép, gượng gạo các thứ thơ mộng [...] với cuộc chiến đấu sôi sục rộng lớn của dân tộc ta", khuyến khích "nghệ sĩ được tự do lựa chọn những hình ảnh mà họ thích [...] bảo đảm một phạm vi rộng rãi lớn cho sáng kiến cá nhân, cho trí tưởng tượng, cho hình thức và nội dung". Trả lời các quan điểm trái chiều, tại Hội nghị Ban Chấp hành Hội liên hiệp Văn học nghệ thuật Việt Nam ngày 19 tháng 6 năm 1964, Tố Hữu cũng viết:
Những phim làm được như Chim vành khuyên rất tốt. Hay không phải ở chiều dài, mà ở chiều sâu. Bề rộng của tác phẩm không phải do ở thời gian trên màn ảnh, mà ở vấn đề nêu lên, ở giá trị tư tưởng, nghệ thuật của nó. Nghệ thuật đòi hỏi sự súc tích, cô đọng [...] Chim vành khuyên là một bộ phim hay. Cái chết của em bé Nga chẳng phải là cái chết tiêu cực mà là cái chết gây căm thù; đó là một sự hy sinh cao đẹp cho kháng chiến. Không thể nào vì một vài nhược điểm của bộ phim mà phủ nhận cái hay của nó.
Vào năm 2012, 60 năm sau khi bộ phim ra mắt, tạp chí Thế giới Điện ảnh thuộc Hội Điện ảnh Việt Nam đã đăng một bài viết nhận xét về phim, theo đó ví cuốn phim như một "bài thơ hình ảnh [...] mang đặc chất Việt Nam", nhận định Con chim vành khuyên là một trong số ít các tác phẩm đạt được sự hài hòa giữa tính văn học và tính điện ảnh. Tuy vậy, người viết cũng chỉ ra những hạn chế ở khía cạnh thể hiện, như việc bộ phim tạo dựng bối cảnh "quá thanh bình", không tiêu biểu cho không khí đất nước thời chiến; hay tâm lý nhân vật chưa được khai thác sâu, rõ nét để làm nổi bật hành động diễn ra tại các tình tiết phim và phong cách thơ trong phim "chưa [...] thực sự nhuần nhuyễn", làm hạn chế mạch cảm xúc của người xem.

## Giải thưởng
| Năm  | Giải thưởng                                     | Hạng mục                                                          | Đề cử           | Kết quả       | Tham khảo           |
| ---- | ----------------------------------------------- | ----------------------------------------------------------------- | --------------- | ------------- | ------------------- |
| 1962 | Liên hoan phim quốc tế Karlovy Vary (Tiệp Khắc) | Phim ngắn                                                         | —               | Giải Đặc biệt | [ 4 ] [ 16 ] [ 28 ] |
| 1973 | Liên hoan phim Việt Nam lần thứ 2               | Phim truyện điện ảnh (kỉ niệm 20 năm Điện ảnh cách mạng Việt Nam) | —               | Bông sen vàng | [ 9 ] [ 47 ] [ 48 ] |
| 1973 | Liên hoan phim Việt Nam lần thứ 2               | Quay phim xuất sắc                                                | Nguyễn Đăng Bảy | Đoạt giải     | [ 49 ] [ 50 ]       |

## Di sản
Con chim vành khuyên được ghi nhận là bộ phim kinh điển của điện ảnh Việt Nam những năm thập niên 1960, đồng thời là tác phẩm "đỉnh cao" thể loại phim thiếu nhi Việt Nam, làm nên tên tuổi Hãng phim truyện Việt Nam. Vai diễn của Tố Uyên khi ấy đã gây ấn tượng mạnh với khán giả và để lại dấu ấn trong người xem suốt hàng chục năm sau đó. Bà được nhà nước cử đi học tại Trường múa Việt Nam và đến năm 1966 thì điều về làm tại Xưởng phim truyện Hà Nội, đảm nhận nhiều vai diễn trong các cuốn phim điện ảnh nổi bật như Cô giáo vùng cao, Nổi gió... Thông qua bộ phim này, đạo diễn Nguyễn Văn Thông cũng trở thành người "có công đặt viên gạch đầu tiên cho phong cách thơ trong phim truyện Việt Nam". Tác phẩm còn giúp ông được xét tặng Giải thưởng Nhà nước về Văn học Nghệ thuật vào năm 2007. Chất thơ trong phim Cánh đồng hoang, ra mắt năm 1988, sau này được cho là lấy cảm hứng từ Con chim vành khuyên.
Năm 1973, tại Liên hoan phim Việt Nam lần thứ 2, phim đã nhận giải Bông Sen vàng cho phim truyện điện ảnh nhân kỉ niệm 20 năm Điện ảnh cách mạng Việt Nam. Con chim vành khuyên cũng nằm trong cuốn 101 bộ phim Việt Nam hay nhất biên soạn nhà bởi phê bình điện ảnh Lê Hồng Lâm. Phim đã được đem sang lưu trữ tại Thư viện Quốc gia Pháp với những bộ phim điện ảnh cùng thời và các tác phẩm nổi bật của thế hệ đạo diễn kế tiếp. Cuốn phim sau này được sử dụng để đem vào giảng dạy tại các trường điện ảnh trên khắp Việt Nam.
Vào năm 2013, Viện phim Việt Nam đã chọn bộ phim để giới thiệu tại Liên hoan phim quốc tế Imagineindia lần thứ 11, tổ chức ở Madrid, Tây Ban Nha. Năm 2015, Con chim vành khuyên và sáu phim Việt Nam khác được đem đi trình chiếu trong Tuần lễ phim Việt tổ chức trong không gian Nhà Nghệ thuật nghe nhìn, Asunción để kỷ niệm 20 năm thiết lập quan hệ ngoại giao Việt Nam – Paraguay. Năm 2016, tác phẩm công chiếu trên kênh truyền hình quốc gia Ấn Độ Doordarshan; đây là hoạt động nằm trong chương trình thúc đẩy văn hóa của Đại sứ quán Việt Nam tại Ấn Độ nhân kỷ niệm 71 năm ngày Quốc khánh Việt Nam. Đến 2018, bộ phim tiếp tục chiếu lại tại tuần phim kỷ niệm 65 năm ngày thành lập điện ảnh cách mạng Việt Nam, diễn ra từ ngày 9 đến 15 tháng 3 năm 2018.